# Estadio Eden
El Estadio Eden, llamado oficialmente Stadion Dr. Václava Vacka, era un estadio multiusos ubicado en Praga, capital de República Checa.

## Historia
Fue inaugurado el 27 de septiembre de 1953 luego de que el SK Slavia Praga se viera forzado a abandonar el Generali Stadion de Letná, y contaba con capacidad para 38000 espectadores, además de contar con una pista de atletismo. En esa fecha se jugó el primer partido en el estadio en el empate del Slavia 1–1 ante el Křídla vlasti Olomouc. Josef Bican anotó el gol del Slavia.
En los años 1970, aparentemente el estadio no daba suficiente comodidad a los visitante y planearon construir un nuevo estadio en el mismo lugar. Sin embargo, bajo el régimen comunista, los planes se vinieron abajo. Se crearon varios proyectos, y la construcció finalmente inicío en 1990. En 1989 el Slavia se mudó temporalmente al Ďolíček stadium (sede del FC Bohemians Prague) mientras la gradería oeste era derribada. Sin embargo, el régimen comunista de 1989 retrasó la obra. Mientras tanto el Slavia se mudó al Stadion Evžena Rošického, sede ubicada en la colina de Strahov, el cual era más grande pero incómodo y de difícil acceso.
A inicios de los años 1990 la construcción fue cancelada y el Slavia regresó al Eden. Una gradería temporal fue construida en el lado este. Se crearon varios proyectos que al final fueron postergados debido a que el Slavia no tenía fondos suficientes y eso le traería problemas legales, y como los permisos del estadio eran propiedad del gobierno local, se hizo el esfuerzo para ser transferidos al Slavia. En el 2000 el estadio era inelegible para ser sede de partidos de la Gambrinus liga, por lo que el Slavia se mudó nuevamente al incómodo Strahov.
En diciembre de 2004 el viejo y abandonado Eden era demolido. En 2006 inicío la construcción de un nuevo estadio, el cual fue inaugurado en mayo de 2008 como el Eden Arena.